# Marc Behm
Marc Behm (Trenton, 12 gennaio 1925 – Fort-Mahon-Plage, 12 luglio 2007) è stato uno scrittore, sceneggiatore e attore statunitense, vissuto in Francia.

## Biografia
Durante la seconda guerra mondiale combatté in Europa con l'esercito statunitense dove conobbe la sua futura moglie; al termine delle ostilità decise di rimanere a vivere in Francia, paese d'origine della consorte.
Dopo circa un decennio di piccole parti come attore, decise di dedicarsi alla sceneggiatura con ottimo successo: sue infatti sono le sceneggiature di importanti film quali Sciarada (Charade, 1963), Aiuto! (Help! 1965) e la versione del 1973 de I tre moschettieri (The Three Musketeers). Altre sceneggiature importanti vedono la firma di Marc Behm: Twelve Plus One del 1969, Someone Behind the Door del 1971, Piaf del 1974 e Lady Chatterley's Lover del 1981.
La carriera artistica come scrittore di romanzi inizia relativamente tardi, a cinquantadue anni, con la pubblicazione del suo primo libro The Queen of the Night (1977), seguito più tardi da L'Occhio che guarda (Eye of the Beholder 1981); da quest'ultimo romanzo è stato tratto il film del 1983 Mia dolce assassina e il successivo remake del 1999 The Eye - Lo sguardo.

## Opere letterarie
- The Queen of the Night (1977)
- L'Occhio che guarda (Eye of the Beholder 1981)
- The Ice Maiden (1983)
- Crabe (1997)
- Afraid to Death (2000)

## Filmografia parziale

### Sceneggiatore
- F.B.I. contro dottor Mabuse (Im Stahlnetz des Dr. Mabuse 1961)
- Sciarada (Charade 1963)
- The Party's Over (1965)
- Aiuto! (Help! 1965)
- Commandos in azione (Einer spielt falsch 1966)
- Jumbo - Ein Elefantenleben (1970) (film TV)
- La bionda di Pechino (La blonde de Pékin 1967)
- Una su tredici (12 + 1 1970)
- Qualcuno dietro la porta (Quelqu'un derrière la porte 1971)
- Mad Bomber, l'uomo sputato dall'inferno (The Mad Bomber 1973)
- La storia di Edith Piaf, angelo della strada (Piaf 1974)
- L'amante di Lady Chatterley (Lady Chatterley's Lover 1981)
- Hospital Massacre (1982)
- Mia dolce assassina (Mortelle randonnée 1983)
- Nanà, regia di Dan Wolman (1983)
- The Eye - Lo sguardo (The Eye of the Beholder 1999)
- Passé-composé (1999) (film TV)

## Influenza culturale
Nel romanzo Stessa città stessa pioggia Héctor Belascoarán Shayne legge un libro di Marc Behm in metropolitana.